# Инеу
Инеу (рум. Ineu; венг. Borosjenő) — город на западе Румынии, в жудеце Арад.

## География
Расположен в 49 км к северо-востоку от города Арад, на реке Кришул-Алб, на высоте 115 м над уровнем моря. Расстояние до столицы страны, Бухареста, составляет 399 км.

## История
Впервые упомянут в письменных источниках в 1214 году под названием Ieneu. Одной из главных достопримечательностей города является одноимённая крепость XVII века.

## Население
По данным переписи 2011 года население города составляет 9078 человек. Национальный состав представлен румынами (86,49 %), венграми (6,57 %), цыганами (5,78 %) и другими народами. По данным прошлой переписи 2002 года население Инеу насчитывало 10 207 человек.
Динамика численности населения:
| 1977   | 1992   | 2002   | 2011  |
| ------ | ------ | ------ | ----- |
| 10 259 | 10 915 | 10 207 | 9 260 |